# 林袋鼠属
林袋鼠屬（Dorcopsis），哺乳綱的一屬，屬於袋鼠科，而與林袋鼠屬（林袋鼠）同科的動物尚有小林袋鼠屬（小林袋鼠）、兔袋鼠屬（小兔袋鼠）、樹袋鼠屬（灰樹袋鼠）等之數種哺乳動物。